# Lathyrus clymenum
Lathyrus clymenum  — вид рослин родини бобові (Fabaceae). лат. clymenum — схожий на рід Clymenia.

## Морфологія
Однорічна або дворічна трав'яниста рослина, витка, гола. Стебла до 100 см. Прикореневі листки до 80 × 9 мм, лінійні; середні й верхні з 2–4 парами листочків, які 16–65 × (1,5)2–10 мм, вузько еліптичні або ланцетні, загострені; прилистки 7–23 × 1,5–7 мм, ланцетні. Квіти 16–22 мм. Пелюстки червоні, фіолетові або рожеві. Плоди 50–7O × 7–9 мм, вузько довгасті, голі, з 4–6 насінням. Насіння 4–6 мм, гладке, з різьбленням.

## Поширення, біологія
Поширення: Північна Африка: Алжир; [п.] Лівія [п.]; Марокко; Туніс. Західна Азія: Туреччина. Південна Європа: Албанія; Колишня Югославія; Греція [вкл. Крит]; Італія [вкл. Сардинія, Сицилія]; Франція [вкл. Корсика]; Португалія [вкл. Мадейра]; Гібралтар; Іспанія [вкл. Балеарські острови, Канарські]. Натуралізований: Азорські острови.
Населяє чагарники, луки на краю полів і на кам'янистих схилах; 0–1500 метрів. Цвітіння і плодоношення з березня по липень.

## Галерея

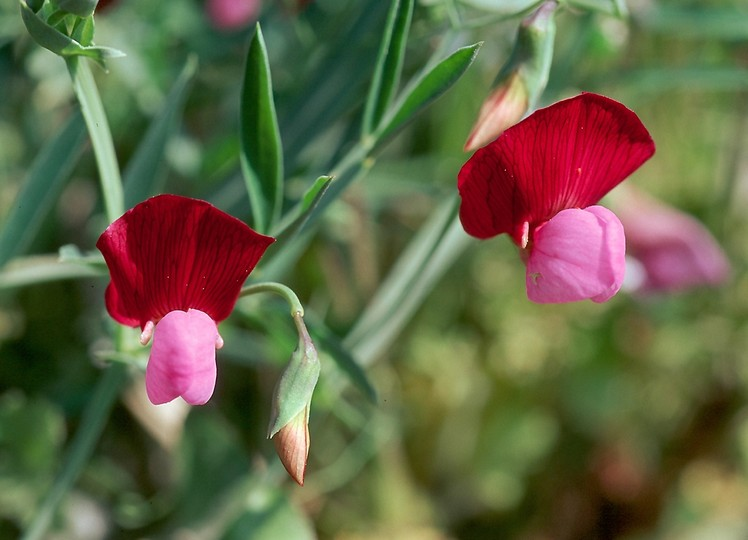
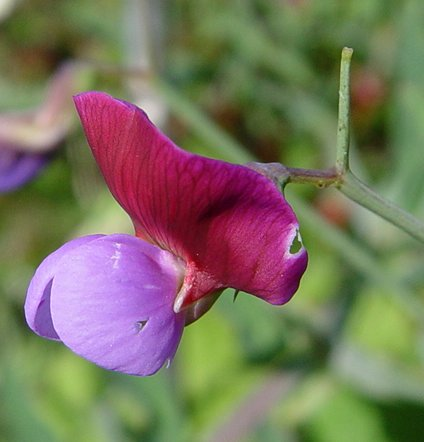
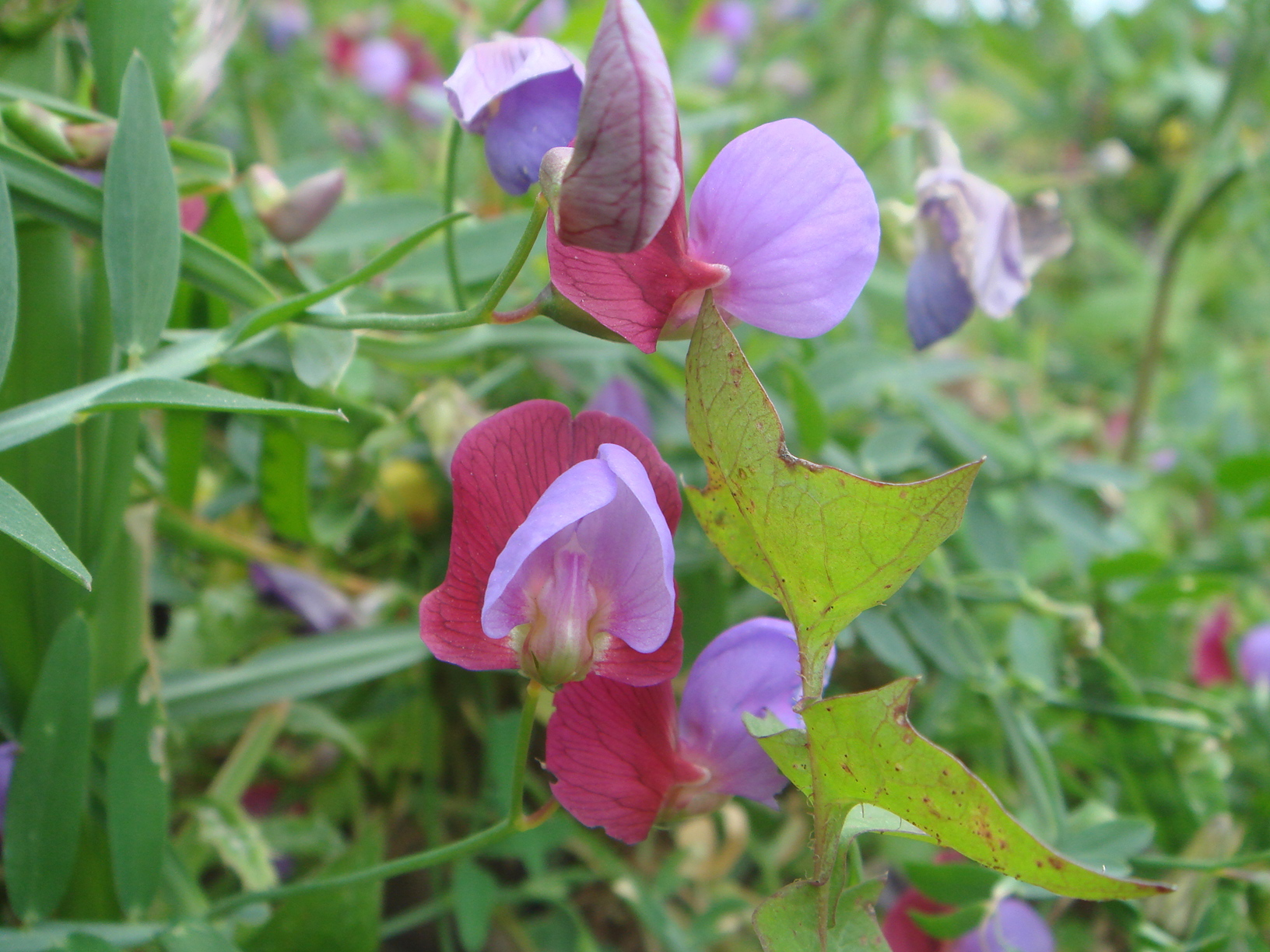
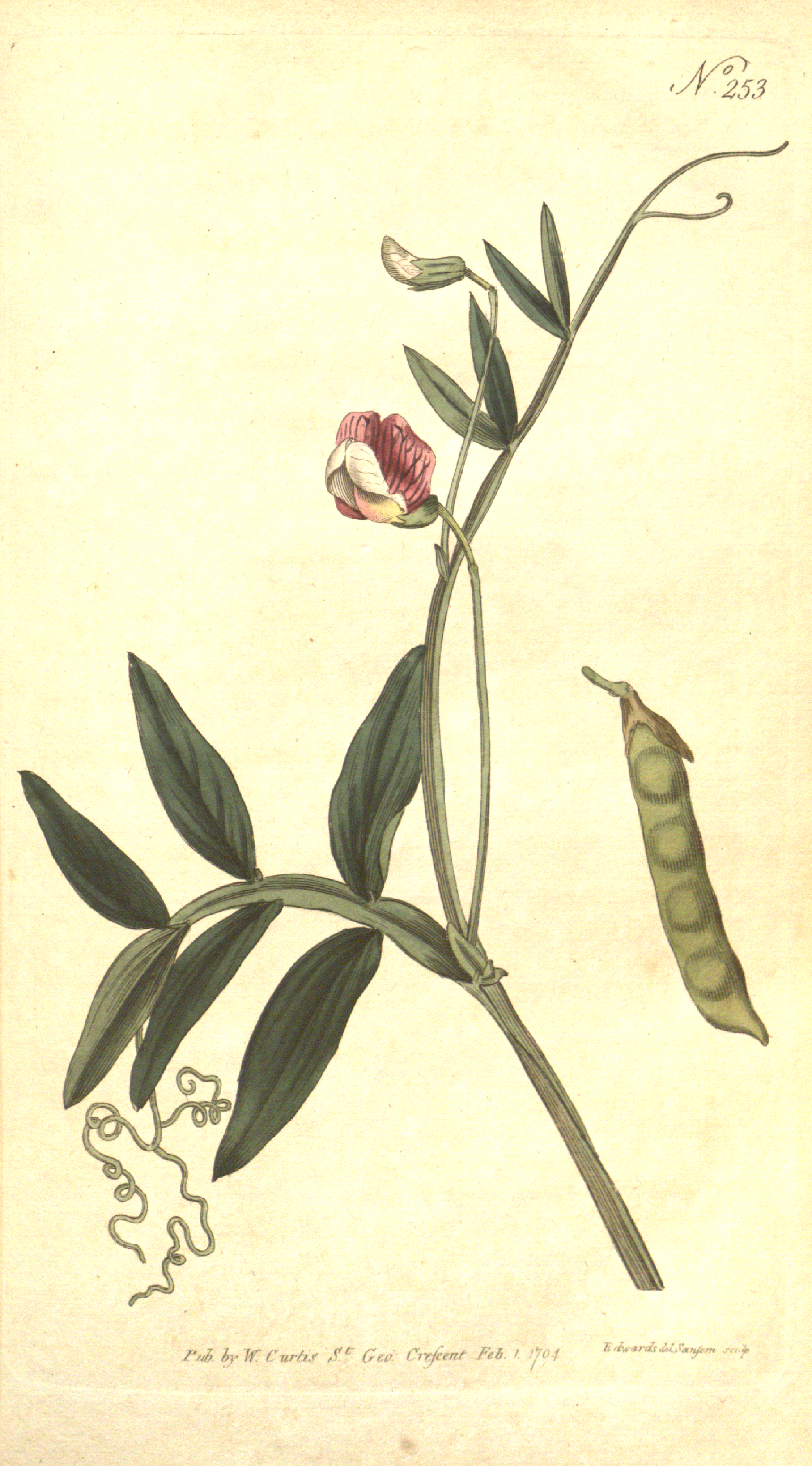
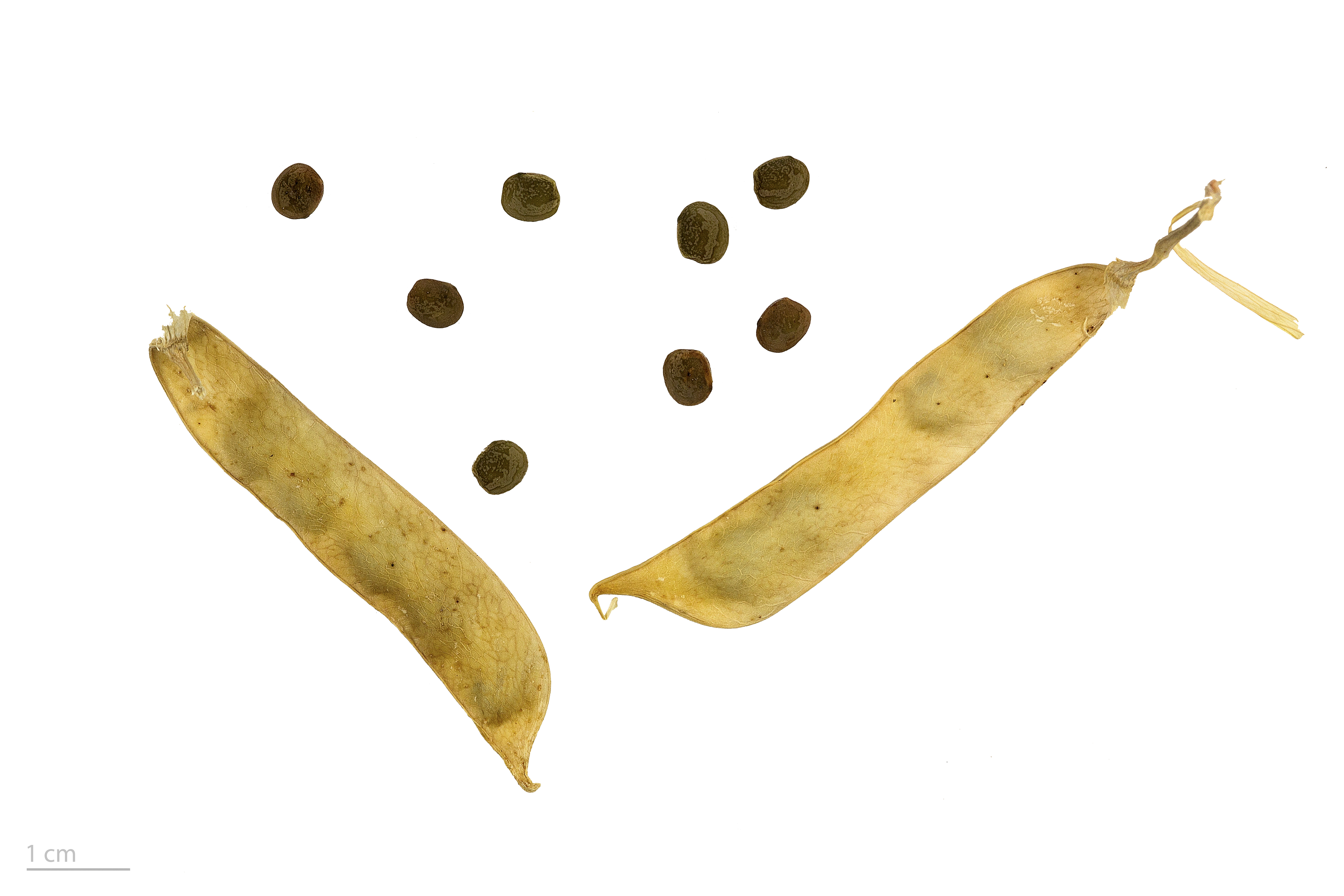
Lathyrus clymenum - Тулузький музей